# Pic de Broate
El Pic de Broate és una muntanya de 2.706 metres que es troba entre els municipis de Lladorre, a la comarca del Pallars Sobirà i l'Arieja a França.